# Herman van Swanevelt
Herman van Swanevelt, detto Herman d'Italie o Ermanno l'Eremita (Woerden, 1603 – Parigi, 1655), è stato un pittore, disegnatore e incisore olandese del secolo d'oro olandese.

## Biografia
Nacque in una famiglia di ricchi artigiani, discendenti dal famoso pittore Luca da Leida. L'identità del suo primo insegnante è sconosciuta. A tal proposito si sono fatte varie supposizioni, tra cui che Swanevelt fosse stato un allievo di Willem Buytewech a Rotterdam, oppure di Gerhard Douw a Leida o di Abraham Bloemaert a Utrecht.
Nel 1623 lasciò i Paesi Bassi per Parigi, dove dipinse le prime due opere firmate e datate 1623: due vedute di Parigi. Non esistono prove che supportino la tradizione secondo cui Swanevelt fosse vissuto a Roma nel biennio 1627-1628 nella stessa casa di Claude Lorrain, tuttavia sicuramente ebbe contatti con lui e altri artisti francesi e olandesi presenti in città negli anni successivi. Certamente dal 1629 al 1641 visse a Roma, dove divenne una figura di spicco dell'avanguardia di quei pittori nordici che cercavano di rendere in modo convincente il paesaggio meridionale e la sua atmosfera soleggiata. Creato e sviluppato da Paul Brill e Cornelis van Poelenburch a partire dal 1600, il genere dei paesaggi italiani divenne un classico intorno al 1630, con l'avvento di Swanevelt e dei suoi amici e contemporanei Pieter van Laer e Claude Lorrain. 

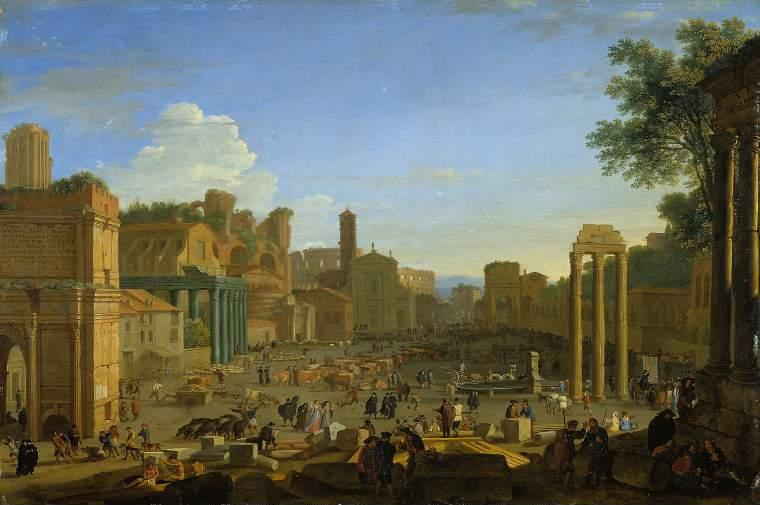
Vista di Campo Vaccino a Roma (ca. 1631)

La sua prima opera del periodo romano, datata 1630, fu una Scena del Vecchio Testamento, in cui compare una modalità compositiva, dall'artista spesso usata anche con alcune variazioni a Roma: un primo piano piatto e basso chiuso a sinistra da una casa e un albero, sulla destra un distante paesaggio collinare, un gruppo di figure disposte orizzontalmente. Questo modello, derivato da Cornelis van Poelenburch, ben si adatta a molti paesaggi dello Swanevelt con soggetti biblici e mitologici. Il grande albero che si estende oltre la cornice dà un senso di monumentalità alla composizione. La veduta distante, immersa in una luminosità fosca è anch'essa tipica.
Intorno al 1630, lo stile pittorico di Swanevelt si sviluppò parallelamente a quello di Claude Lorrain e in un certo qual modo lo anticipò; egli divenne infatti un pioniere del paesaggio ideale. Proprio per questo suo modo di dipingere paesaggi idillici, fu considerato da alcuni un allievo di Claude Lorrain. 
Durante questo periodo, l'artista, dato il grande successo ottenuto dai suoi luminosi e lussureggianti paesaggi e vedute di rovine romane, lavorò per mecenati aristocratici. La miglior commissione che ottenne fu da parte di un agente di Filippo IV di Spagna, che stava aiutando il re spagnolo a trovare il colossale numero di dipinti necessari a decorare il Buen Retiro, il grandioso nuovo palazzo di Filippo a Madrid. Tra le opere commissionate dal re vi erano due serie di paesaggi, una con scene pastorali di grandi dimensioni, l'altra con eremiti in ambientazione naturalistica, comprendenti oltre cinquanta tele a cui lavorarono, oltre a Swanevelt, Claude Lorrain, Nicolas Poussin, Gaspard Dughet e Jan Both. Ciò che resta di questo gruppo di quadri, ci dà un'idea del livello e del successo raggiunto dai maggiori paesaggisti attivi a Roma in quel periodo; esso rappresentò la più grande commissione di paesaggi in Europa nel XVII secolo. Da notare che queste due serie di dipinti non erano che una piccola parte di quanto commissionato dal re spagnolo: Filippo infatti acquistò circa 800 quadri, tra cui alcuni capolavori, come La resa di Breda di Diego Velázquez.

Herman van Swanevelt era solito lavorare instancabilmente e in solitudine, eseguendo studi nelle campagne romane delle vedute più interessanti e delle rovine più notevoli. Per questo motivo era soprannominato l'Eremita. Ciononostante non trascurava di frequentare le accademie romane e di disegnare nudi da modelli, con la medesima assiduità di un pittore di figure, il che gli permise di inserire facilmente piccole figure nei suoi paesaggi. Inoltre cercò di rendere le sfumature della luce sulla superficie degli oggetti al variare della posizione del sole durante il giorno.

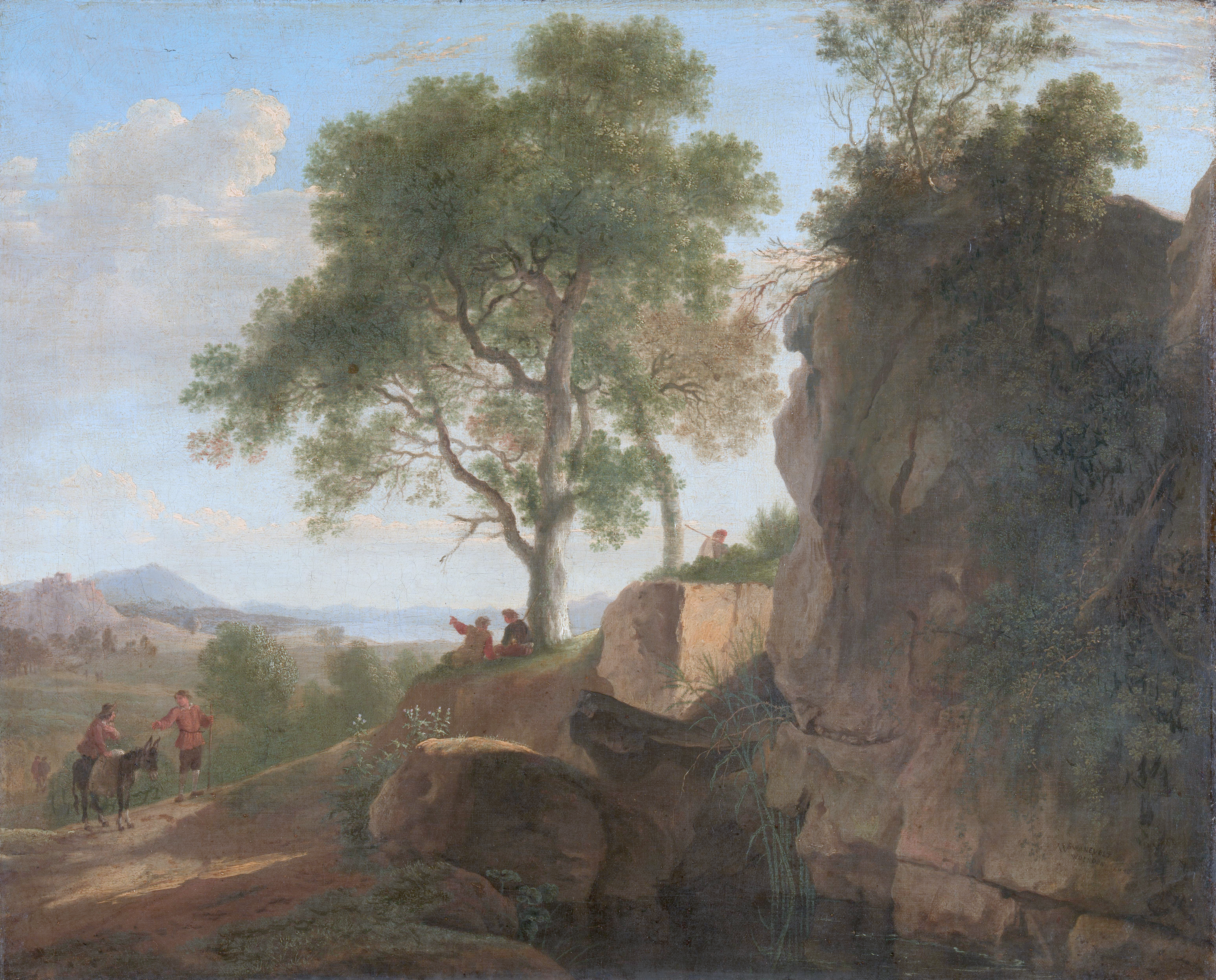
Paesaggio con alte rocce, 1643

Nel 1641 lasciò Roma per Parigi, dove i suoi dipinti ed incisioni contribuirono a rendere popolari i paesaggi classici nel Nord Europa e ottennero un grande successo: i suoi mecenati altolocati comprendevano il Cardinale Richelieu. Inoltre divenne peintre ordinaire (pittore abituale) di re Luigi XIV e, nel 1651, membro dell'Académie royale de peinture et de sculpture.
Nel 1646 lavorò alla decorazione dell'Hotel Lambert assieme ad altri pittori come Eustache Le Sueur, Jan Both e Pierre Patel.
Prima della sua morte, avvenuta nel 1655, Swanevelt ritornò alcune volte nel suo paese natale, Woerden, e lì dipinse alcuni paesaggi tipici olandesi. 
Nel 1649 eseguì le illustrazioni per un volume di poesie scritto da Jan Farret, anch'egli di Woerden, in cui questi raccontava le sue avventure oltremare con il suo amico e superiore Peter Stuyvesant.
Herman Swanevelt produsse anche un gran numero di incisioni di alta qualità, che (come nel caso di Rembrandt), accrebbero la sua fama sia tra i contemporanei che tra i posteri. Secondo Waagen, le sue incisioni sono addirittura molto superiori ai dipinti, a causa del prevalere in questi di una fredda tonalità verde nei primi e medi piani e per essere gli ultimi troppo pesanti, scuri e cupi. Aveva un modo particolare di incidere: si esprimeva con tratti orizzontali un po' curvi. Evidenziava poco i contorni, se non per distinguere le masse. Utilizzava la punta secca e maggiormente il bulino, per dare armonia. Lasciò inoltre parecchi disegni, spesso studi preparatori per i suoi dipinti, anch'essi di ottima fattura.
Tenne anche scuola, presso cui si formò Jacques Rousseau. I suoi dipinti furono riprodotti tramite incisione da Hendrik Voogd, Henri Mauperché, Jean Valdor (Riposo della Sacra Famiglia) e William Wollett (Mattino e Sera).
La notorietà internazionale di quest'artista, continuò inalterata fino alla fine del secolo XIX, quando improvvisamente decadde. In quel periodo infatti, i pittori paesaggisti olandesi del XVII secolo furono considerati poco patriottici per aver scelto di ritrarre paesaggi italiani e accusati di mancanza di realismo e di conseguenza le loro opere relegate ai magazzini dei musei. Swanevelt fu addirittura retrocesso ad un semplice appartenente alla scuola di Claude Lorrain. Recenti ricerche hanno, tuttavia, rivelato che Claude partì dai lavori di Swanevelt per sviluppare i suoi paesaggi ideali.
Attualmente le opere dei principali pittori Italianates olandesi (tra cui quelle dello Swanevelt) sono state rivalutate.

## Opere

### Dipinti e Disegni
- Vedute di Parigi, due, 1623, Herzog Anton Ulrich Museum, Brunswick
- Scena del Vecchio Testamento, 1630, Bredius Museum, L'Aia
- Vista di Campo Vaccino a Roma, 1631 circa, Fitzwilliam Museum, Cambridge
- Paesaggio italiano con ponte e castello, olio su tela, 1640 circa, Museum der Bildenden Künste, Lipsia
- Paesaggio italiano, un albero in primo piano, figure lungo una strada, olio su tela, 71 x 100 cm, 1640 circa, collezione privata
- Paesaggio con alte rocce, olio su tela, 56 × 69 cm, 1643, Rijksmuseum, Amsterdam
- Paesaggio italiano con ponte, 1645-1650 circa, Dulwich Picture Gallery, Dulwich[3]
- Paesaggio boschivo con viaggiatori, 1648
- Paesaggio italiano con figure: un uomo su un asino in primo piano, pescatori in riva ad un fiume e cavalieri ed altre figure su un ponte, olio su tela, 71,3 x 100,2 cm, 1640-1649, firmato[13]
- Scena biblica, olio su tela, 110 x 133 cm
- Paesaggio con Balaam e l'asino, penna, inchiostro e inchiostro e acqua, gesso bianco e colorato, 22,6 x 31,8 cm[14]
- Famiglia di satiri nel sottobosco, matita e penna con inchiostro e acqua, 19,2 x 26,2 cm, 1656, firmato[15]
- Cacciatore a riposo, olio su tela, 91 x 118 cm, collezione privata
- Paesaggio con ninfe al bagno, olio su tela, 51 x 68 cm, collezione privata
- Paesaggio italiano: tramonto, a sinistra un fiume che scorre ai piedi di una collina con in cima un vecchio castello, otto mucche al pascolo sull'altra riva, in primo piano a destra un uomo a gambe nude con in spalla un fagotto legato ad un bastone e una donna con un carico sulla testa; un po' più lontano un pastore di spalle che cammina verso di loro[1]
- Paesaggio, forma ovale, sullo sfondo a sinistra una foresta, in primo piano unomini e donne vicino a due grandi alberi, a destra un fiume con barche e pescatori, sette uomini che li osservano, due cavalieri e montagne all'orizzonte[1]
- Paesaggio, sulla sinistra un lago e un gruppo di alberi su terreno in pendenza con pecore al pascolo, sei persone tra cui il pastore sedute per terra, più lontano un uomo su un asino, a destra edifici tra gli alberi, montagne sullo sfondo, il sole che tramonta, collezione di Luigi XVIII[1]
- Paesaggio, di forma ovale, su una strada in salita in riva ad un fiume alcune figure tra cui un uomo in groppa ad un asino, a sinistra ai piedi di capanne coperte con rami e cespugli un pastore seduto e tre mucche, più lontano un gregge che esce da una capanna, attraversa la strada per bere nel fiume attraversato da un ponte, sull'altra riva è costruita una torre rotonda, sullo sfondo a sinistra edifici su una collina, a destra montagne, firmato a sinistra H.Swanevelt, Parigi 1654, collezione di Luigi XVIII[1]
- Paesaggio, di forma ovale, in primo piano a destra su una strada una donna con un cestino in testa, un pastore, un cane, verso sinistra un pastore seduto sul ciglio della strada con accanto il suo cane, capre al pascolo, più lontano a sinistra un uomo su un asino procede su una strada in pendenza serpeggiante tra grandi alberi; a destra un fiume, alberi e una strada di collina che serpeggia fino alla sommità di una montagna su cui si ergono rovine, firmato H.Swanevelt, Parigi 1654, collezione di Luigi XVIII[1]
- Osteria di Prima Porta, Santa Maria in Via Lata presso la Villa di Livia, disegno[16]
- Paesaggio con figure, Galleria degli Uffizi, Firenze[17]
- Paesaggio con grande abete e castello, Galleria Doria Pamphilj, Roma[18]
- Paesaggio con la visione di Sant'Eustachio, Galleria Doria Pamphilj, Roma (attribuzione incerta)[18]
- Paesaggio con castello, Galleria Doria Pamphilj, Roma (attribuzione incerta)[18]
- Paesaggio con baia e grande albero, Galleria Doria Pamphilj, Roma[18]
- Paesaggio con la Fuga in Egitto, Galleria Doria Pamphilj, Roma[18]
- Paesaggio con rupi, Galleria Doria Pamphilj, Roma[18]
- Paesaggio con il Ritorno dalla Caccia, Galleria Doria Pamphilj, Roma[18]
- Paesaggio con la Fuga in Egitto, Galleria Doria Pamphilj, Roma[18]
- Paesaggio con ponte, Galleria Doria Pamphilj (Sala Aldobrandini), Roma[18]
- Paesaggi, vari dipinti, Galleria Colonna, Sala dei Paesaggi, Roma[18]
- Erminia tra i pastori, Galleria Estense, Modena[19]

### Incisioni
- Varie fantasie campestri, diciotto tavole ovali rappresentanti vedute d'Italia e soggetti rurali[4]
- Paesaggi italiani, tredici incisioni dedicate a Gideon Tallement[4][12]
- Diverses Vues dedans et dehors de Rome, dodici vedute di Roma e dei dintorni, 1653[4][12]
- Paesaggi con animali e figure, sette tavole[4][12]
- Paesaggi arcadici con ninfe e satiri, quattro tavole[4][12]
- Paesaggi con soggetti biblici, quattro tavole[4], Abramo, Agar, Tobia, Elia[12]
- Paesaggi montuosi, rappresentazioni d'Egitto, quattro tavole[4]
- Vedute degli Appennini con soggetti pastorali, quattro tavole[4]
- Paesaggi con la storia di Venere e Adone, sei grandi tavole[4]
- Paesaggi con Santi e Maria Maddalena, quattro tavole[4]
- Veduta di un antico castello con porta d'ingresso e cinta in parte diroccata, molti alberi sulla destra e a sinistra un paese aperto; dalla parte della cinta più persone che giocano a palla, in margine a sinistra si legge Herman van Swanevelt Inventor fecit[20]
- Veduta di antiche mura di città con torre di difesa; funerale che si dirige verso il forte, in margine a sinistra si legge "Herman van Swanevelt Inventor fecit"[20]
- Veduta delle rovine di un'antica basilica a sinistra, nel mezzo gruppo di persone intente a rifocillarsi, a destra vista di montagne, in margine a sinistra si legge "Herman van Swanevelt Inventor fecit"[20]
- Paesaggio di montagna con, davanti e a destra, una strada intagliata nella rupe, da cui discendono uomini a cavallo e a piedi, sulla sinistra torrente che scorre tra macigni, due uomini seduti nella valle, in distanza un piccolo villaggio, in margine a destra si legge "Herman van Swanevelt Inventor fecit"[20]
- Osteria di Prima Porta, Santa Maria in Via Lata presso la Villa di Livia[16]
- Satiro che suona il flauto a due canne, davanti a lui due femmine e un bambino, più lontano un altro satiro, un fiume, alberi, molto raro[12]
- Vedute campestri, in gran parte della campagna romana, ventiquattro fogli (Variae campestru fantasiae)[12]
- Satiro in ginocchio davanti ad un vaso pieno d'uva, guardato da un piccolo[12]
- San Giovanni Battista nel deserto[12]
- Gesù nel deserto[12]